# Oni (Computerspiel)
Oni ist ein Third-Person-Shooter für Windows, Mac OS und PlayStation 2 aus dem Jahr 2001, entwickelt von Bungie West, einer Tochterfirma des Spieleentwicklers Bungie. Es war Bungie Wests einziges Spiel. Dieses Spiel verband auf einzigartige Weise das Prinzip gängiger Third-Person-Shooter mit Nahkampf-Techniken in einer Anime-artigen Optik.

## Handlung
Die Ereignisse von Oni finden im oder nach dem Jahr 2032 statt und beschreiben ein dystopisches Zukunftsbild der Erde. Die Welt ist so verschmutzt, dass nur noch kleine Teile bewohnbar sind. Um die internationale Wirtschaftskrise zu lösen, haben sich alle Völker unter einer Weltregierung vereinigt. Die Weltregierung hält die Bevölkerung im Unklaren über die schwer verseuchten Regionen und unterdrückt mit Hilfe der Technological Crimes Task Force (TCTF) die Opposition. Der weibliche Spielercharakter mit dem Codenamen Konoko, mit vollständigem Namen Mai Hasegawa, arbeitet für die TCTF. Bald erfährt sie, dass ihr Arbeitgeber ihr Details über ihre Vergangenheit vorenthalten hat. Sie wendet sich gegen die TCTF und begibt sich auf eine Selbstfindungsreise. Im Kampf gegen die TCTF und deren größten Widersacher, eine als Syndikat bezeichnete kriminellen Vereinigung, erfährt der Spieler Details über Konokos Familie und ihre Herkunft. Auf dem Höhepunkt des Spiels deckt Konoko den Plan des Syndikats auf, die für die Luftversorgung der verbliebenen Wohngebiete unerlässlichen Atmosphären-Anlagen zu sabotieren. Konoko gelingt es teilweise, den Plan zu durchkreuzen und einen Teil der Menschheit zu retten.

## Spielprinzip
Das Spiel besteht aus 14 Leveln. Es gibt zehn verschiedene Waffen wie Handwaffen, Maschinengewehre, Raketenwerfer und Energiestrahlenwaffen. Heilen kann man sich mittels Hyposprays. Daneben gibt es noch fünf weitere Poweruptypen: ballistische Munition, Energiezelle, Energieschild und Phasentarnung. Powerups kann man im Spiel verteilt oder bei besiegten Gegner finden. Man kann nur eine Waffe tragen und die Munition ist begrenzt. Alternativ kann man jeden Gegner jedoch auch ohne Waffen, durch Schläge und Tritte besiegen. Im weiteren Spielverlauf erhält der Spieler weitere Attacken einschließlich Combos, Würfe und Entwaffnungsmöglichkeiten.
Es gibt mehrere Klassen von Gegnern. Sie unterscheiden sich in Waffen und Kampfstil. Sie werden je nach Stärke farblich anders hervorgehoben.

## Entwicklung
Das Spiel wurde stark an Mamoru Oshiis Anime-Film Ghost in the Shell angelehnt. Bungie beschäftigte eigens für das Design der Gebäude zwei Architekten.
Das Spiel wurde ursprünglich auch für Mehrspieler, insbesondere Online-Spiel, entwickelt. Es funktioniert bei einer LAN-Verbindung, aber nicht mit den im Jahr 1999 vorhandenen Internetverbindungen, deshalb entfiel der Mehrspieler-Modus in der Verkaufsversion.
| Rolle                      | Englischer Sprecher | Deutscher Sprecher |
| -------------------------- | ------------------- | ------------------ |
| Mai „Konoko“ Hasegawa      | Amanda Winn-Lee     | -                  |
| Commander Terrence Griffin | Pete Stacker        | -                  |
| Shinatama                  | Anne Bowerman       | -                  |
| Hasegawa                   | Norm Woodel         | -                  |
| Dr. Kerr                   | Bob O’Donnell       | -                  |
| Muro                       | Kurt Naebig         | -                  |
| Barabas                    | George Adams        | -                  |
| Mukade                     | Kevin Gudahl        | -                  |

## Rezeption
Im Jahr 1999, noch während der Entwicklung, gewann Oni den Game Critics Awards für das beste Action-/Adventure-Spiel. Nach Veröffentlichung erhielt das Spiel jedoch zumeist durchschnittliche Bewertungen (Metacritic: 73 von 100 (PC), 69 (PS2)).